# Microkini

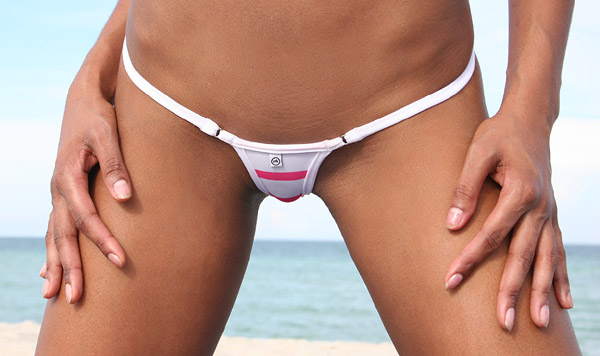
Microkini một mảnh.

Microkini là dạng siêu nhỏ của bikini hoặc áo tắm một mảnh của phụ nữ, được thiết kế để phủ phần tối thiểu trên cơ thể người mặc.
Ở dạng một mảnh, microkini là đồ tắm mặc bên dưới với một mảnh rất nhỏ chỉ che phủ phần sinh dục. Microkini cũng có thể được tạo thành từ 3 sợi dây gộp lại, 1 sợi là che ngực, 1 sợi là dây đai ngang, sợi cuối cùng được luồn qua không gian giữa hai chân trái và phải buộc thắt nút với sợi đai ngang.